# Arturo Rotor
Arturo Rotor (Manilla, 7 juni 1907 - 9 april 1988) was een Filipijns arts, schrijver en minister. Hij was de ontdekker van het Syndroom van Rotor. Ook was hij van 1942 tot 1944 de Executive Secretary van het Filipijns kabinet-in-ballingschap. Rotor werd vooral ook bekend als schrijver van korte verhalen. 

## Biografie
Arturo Rotor werd geboren op 7 juni 1907 in de Filipijnse hoofdstad Manilla. Zijn ouders zijn Gavino R. Rotor en Engrazia Belleza. Na het voltooien van zijn middelbare schoolopleiding studeerde hij muziek en medicijnen aan de University of the Philippines. In 1932 voltooide Rotor zijn opleiding Geneeskunde.
Kort voor de uitbraak van de Tweede Wereldoorlog vertrok Rotor naar de Verenigde Staten, waar hij diende in het kabinet-in-ballingschap van Manuel Quezon. Hij was de Executive Secretary van juni 1942 tot augustus 1944. Van 1944 tot 1945 was Rotor de persoonlijke secretaris van de president. In die hoedanigheid keerde hij in 1944, samen met president Sergio Osmena terug na de bevrijding van de Filipijnen van de Japanse bezetting. Nadien was hij nog werkzaam als internist tot begin jaren '80. Kort na de oorlog ontdekte Rotor een zeldzame goedaardige vorm van geelzucht waarover hij in 1948 een wetenschappelijk artikel publiceerde en dat naar hem vernoemd werd: het Syndroom van Rotor. Later was Rotor nog assistent-decaan van de Faculteit Geneeskunde van de University of the Philippines en directeur van de UP Postgraduate School of Medicine. 
Rotor begon al tijdens zijn studie met schrijven. Hij schreef korte verhalen, waarvan er diverse door Jose Garcia Villa werden uitgegeven. In 1937 bundelde hij deze en andere verhalen in het boek The Wound and the Scar. Andere bekende werken van zijn hand zijn Confidentially, Doctor (1965), Selected Stories from the Wound and The Scar (1973) en The Men Who Play God (1983). Rotor wordt gezien als een van de meeste toonaangevende schrijvers van korte verhalen in de Filipijnen. In 1966 kreeg hij de Republic Heritage Award toegekend voor zijn literaire werk.
Rotor overleed in 1988 op 80-jarige leeftijd. Hij was getrouwd met Emma Unson.